# إدوارد هنتر (صحفي)
إدوارد هنتر (بالإنجليزية: Edward Hunter)‏ هو صحفي أمريكي، ولد في 1902، وتوفي في 1978.